# Іриней (Середній)
Митрополи́т Ірине́й (справжнє ім'я Сере́дній Іван Петрович, нар. 10 травня 1939, Стовпин Кжецької ґміни Волинського воєводства Речі Посполитої) — архієрей РПЦвУ, митрополи́т Дніпропетровський і Павлоградський (за версією РПЦ), кандидат богословських наук. Громадянин Росії.
З 19 жовтня 1993 року керує Дніпропетровською єпархією, 19 червня 2002 року підвищений до митрополита.

## Життєпис
Іван Петрович Середній народився 10 травня 1939 року в селі Стовпин на території Речі Посполитої у родині польських громадян українського походження. Тезоіменитство — 5 вересня. Середню школу закінчив вже під час другої совєцької окупації — 1957 року.
1957-1961 — навчався в Ленінградській духовній семінарії, 1961-го став студентом Ленінградської духовної академії, де навчався з перервою на службу в армії (1963–1966) до 1968 року. Закінчив академію зі вченим ступенем кандидата богословських наук і залишився при академії професорським стипендіатом.
21 травня 1968 року висвячений у сан диякона (целібат), наступного дня — в сан священика. З 1968 року служив в Свято-Троїцькому соборі Ленінграду.
З 1969 року викладач канонічного права, секретар Вченої ради Ленінградської духовної академії і старший помічник інспектора.
1 вересня 1970 року був пострижений у чернецтво з іменем Іриней, на честь святого священномученика Іринея Ліонського.
З 13 березня 1971 по 1975 рік служив кліриком у представництві РПЦ в Токіо (Японія).

### Архієрейське служіння вРПЦ
Після повернення з Японії 27 липня 1975 року в Богоявленському соборі Москви архімандрит Іриней був хіротонізований у єпископа Уфимського і Стерлітамацького — для Башкортостану.
19 липня 1976 року Іринею Середньому визначено бути єпископом Серпуховським, вікарієм Московської єпархії, з дорученням керувати Патріаршими приходами в Канаді і, тимчасово, в США. На цій посаді прослужив шість років.
16 липня 1982 року призначений архієпископом Алма-Атинським і Казахстанським; 28 березня 1984 — Харківським і Богодухівським; 13 вересня 1989 — Львівським і Дрогобицьким. Проте не протримався на цій кафедрі і року — через потужний автокефальний руху, а також конфлікти з уніатами фактично утік зі Львова, перемістившись до Рівного. 10 квітня 1990 — призначений архієпископом Рівненським і Острозьким УПЦ з благословення митрополита Київського та всієї України Філарета (Денисенка).
А невдовзі 1992 узяв участь у Харківському соборі УПЦ. 19 жовтня 1993 році призначений архієпископом Дніпропетровським і Криворізьким УПЦ.
З 27 липня 1996 року, після поділу цієї єпархії на дві, носить титул архієпископа Дніпропетровського і Павлоградського. (до 12 вересня тимчасово управляв Криворізькою єпархією).
19 червня 2002 року піднесений у сан митрополита.
З 27 липня 2009 по 22 жовтня 2014 — член Міжсоборної присутності РПЦ. В січні 2023 року позбавлений громадянства України указом Президента України за підтримку агресії Росії проти України.

## Праці і погляди
Має проросійські погляди, автокефалію УПЦ КП не підтримував.

## Нагороди

### Церковні

#### Російська православна церква
- Орден преподобного Сергія Радонезького I[7], II і III ступеня
- Орден святого рівноапостольного великого князя Володимира II і III ступеня
- Орден святого благовірного князя Данила Московського II ступеня
- Орден святого преподобного Серафима Саровського II ступеня
- Орден святителя Алексія митрополита Московського і всієї Русі III ступеня[8]

#### РПЦвУ
- Орден преподобного Нестора Літописця I ступеня
- Орден святого рівноапостольного князя Володимира III ступеня
- Ювілейний орден «Різдво Христове — 2000» I ступеня
- Ювілейний орден «1020 років Хрещення Київської Русі»

#### Польська православна церква
- Орден св. рівноап. Марії Магдалини

### Світські

#### Україна
- Орден «За заслуги» I, II і III ступеня
- «Козацька слава» I і II ступеня

#### Росія
- Орден дружби[9]